# 스투키 빌

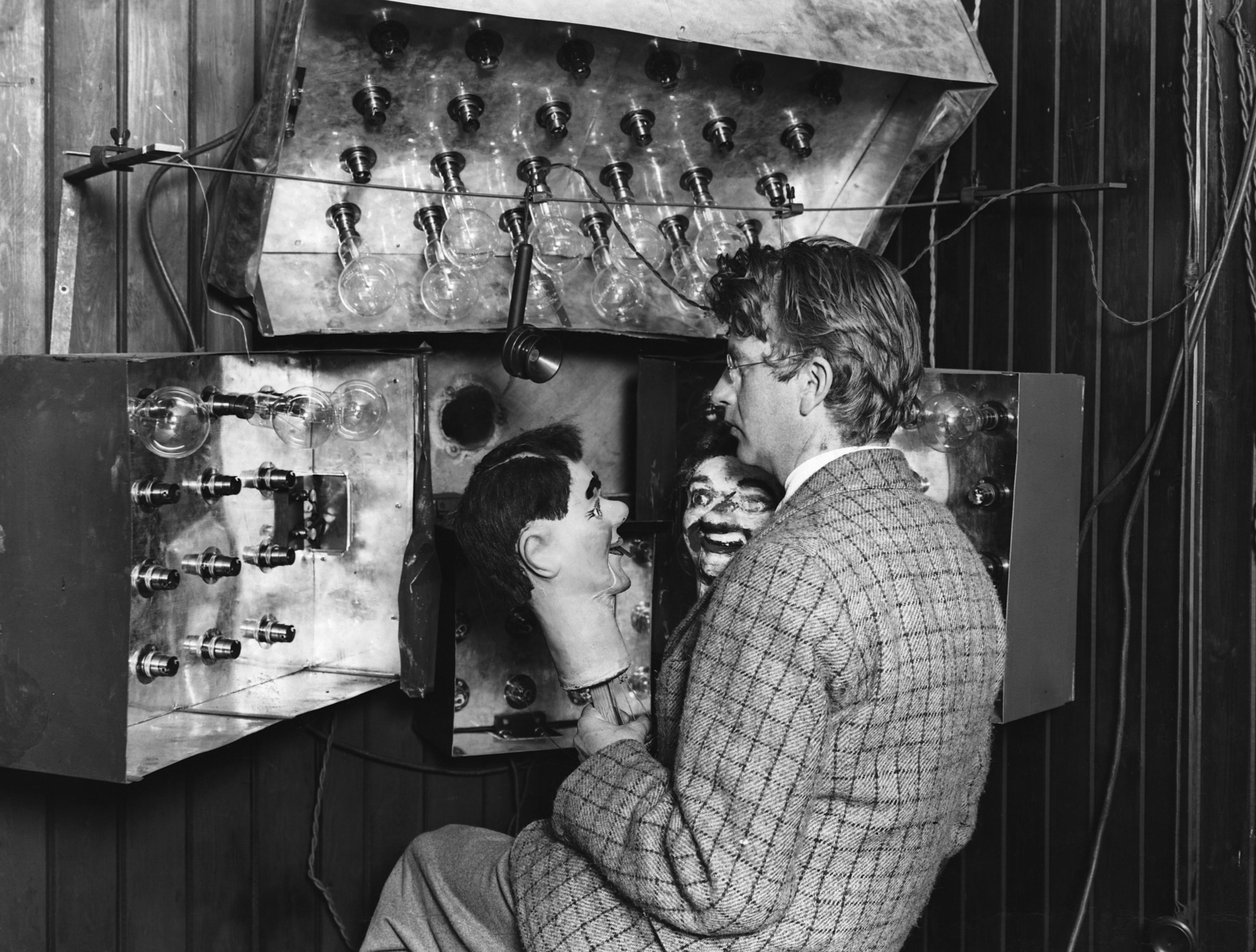
1925년 텔레비전 스캐너에 앉아있는 존 로지 베어드. 인형 '제임스'와 '스투키 빌' (오른쪽)이 보인다. 스캐너에 백열전구가 잔뜩 채워진 모습인데, 수신기에서 밝은 화상을 띄우려면 그만큼 훨씬 밝은 조명을 비춰야 했다.

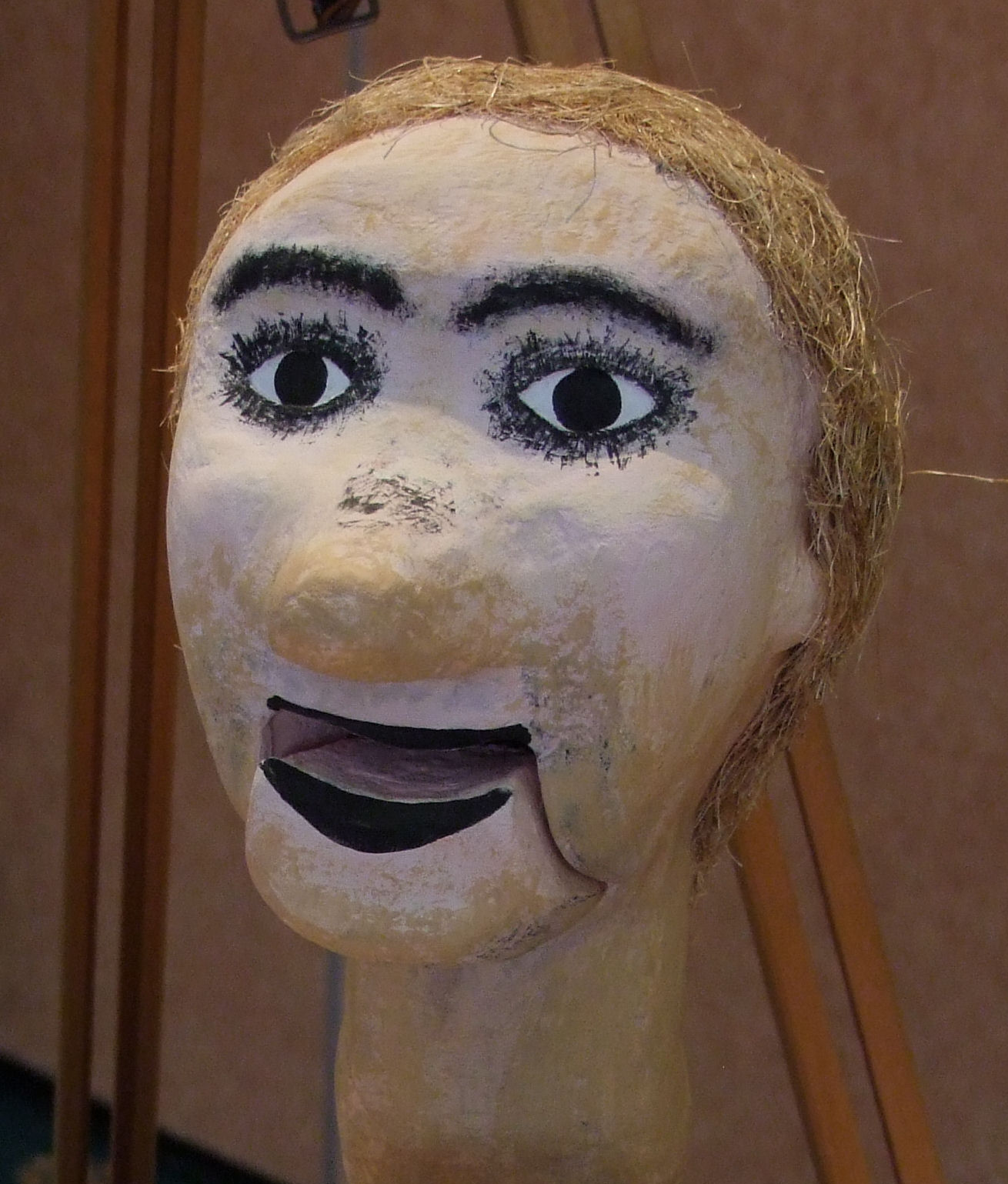
스투키 빌 (복원)

스투키 빌 (Stooky Bill)은 영국 스코틀랜드의 텔레비전 기술 선구자 존 로지 베어드가 1924년 런던 프리스 스트리트 22번지의 실험실에서 텔레비전 영상 송출 실험용으로 사용한 복화술사용 인형 머리의 이름이다.
스코트어로 '스투키' (Stooky / stookie)는 석고의 일종인 플라스터나 스투코를 가리키는 말, 혹은 골절상에 쓰이는 깁스를 말한다. 이 말은 동작이 느리거나 우둔한 사람에게도 쓰인다.

## 역사
베어드는 일련의 실험을 통해 최초의 텔레비전 시스템을 일부 구현해냈다. 1924년 전기 신호를 통해 영상을 전송하는 기계식 텔레비전 시스템을 개발했으며, 1925년 3월 25일에는 텔레비전을 런던 셀프리지 백화점에서 처음 시연해 보았다. 
당시 베어드의 시스템은 30줄의 렌즈로 만든 나선형 패턴의 회전 디스크 세트로 구성되었다. 피사체에 쏘인 조명의 빛이 각각의 회전 렌즈를 거치는데, 그 피사체의 한 지점에서 나오는 빛을 셀레늄 광전지에 집중시켰다. 광전지는 각 지점이 맺는 화상의 밝기를 비례적인 전기 신호로 전환하고, 그것을 전파로 쏘아 수신기가 받도록 했다. 각 렌즈가 피사체를 통과할 때에는 영상을 일련의 선으로 스캔하게 되는데, 수신기에도 비슷한 형태의 회전 디스크를 갖추고 있어, 빛이 디스크의 구멍을 거치도록 하여 명암을 표현, 전파로 수신받은 피사체의 화상을 띄우는 원리였다.
베어드가 만든 최초의 시스템은 광전지의 감도가 낮았던 관계로 명암 대비가 부족했기 때문에 실제 사람의 얼굴을 방송 화면에 띄우기에는 어려웠다. 또 방송 대상을 매우 밝게 비추는 수많은 백열등을 스캐너에 박아넣었는데, 그 전구에서 나오는 발열이 너무 심한 것도 사람을 쓸 수 없는 이유 중 하나였다. 
베어드는 복화술사들이 쓰는 인형이 이목구비가 훨씬 더 뚜렷하게 색칠되어 있다는 점에 착안, 인형의 머리를 스캐너에 두고 움직이고 말하게 하는 식으로 실험하였다. 다만 발열 문제로 오늘날 전해져 내려오는 스투키 빌의 머리카락은 그슬렸고, 칠한 얼굴은 갈라진 모습이다. 당시 실험에 쓰인 인형으로는 스투키 빌과 더불어 '제임스' (James)라는 이름의 인형이 하나 더 있었는데 이 둘을 농담식으로 "최초의 텔레비전 배우"라 불렀다.
2023년 영국의 SF 드라마 닥터 후의 스페셜로 방영된 "The Giggle"의 주요 줄거리 소재로 등장하며, 작중 악역으로 등장하는 천상의 토이메이커가 전세게 모든 스크린상에 광기의 전파를 쏘아올릴 때 화면으로 스투키 빌이 등장한다.

## 같이 보기
- 기계식 텔레비전
- 텔레비전의 역사
- 포도비전